# Karl Nehammer

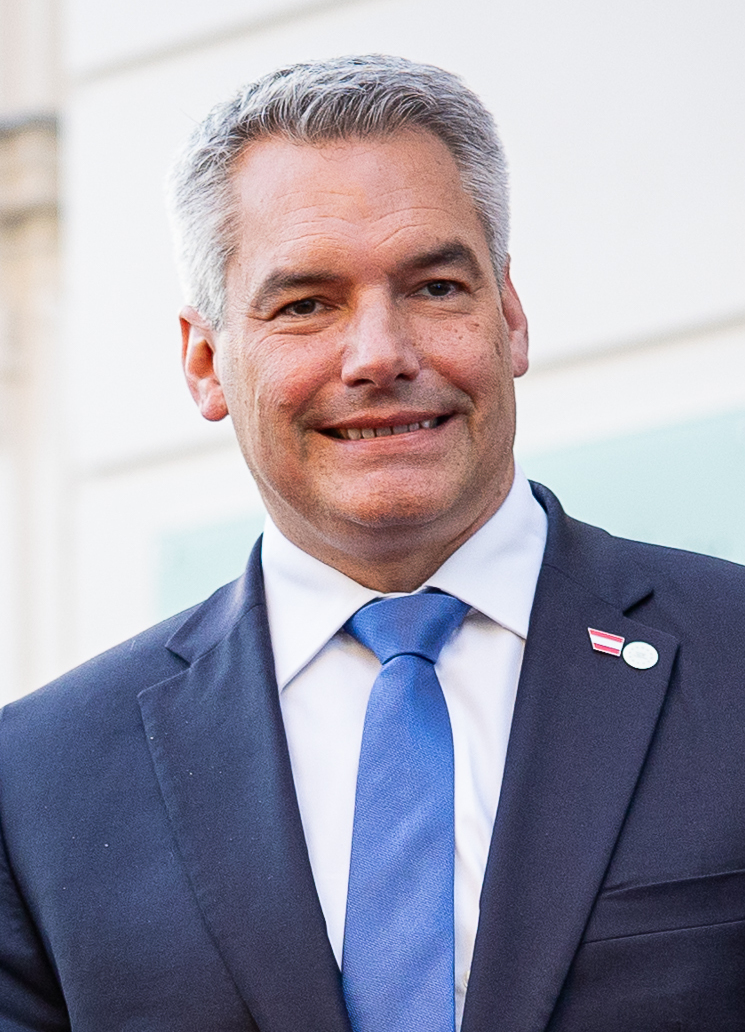
Karl Nehammer (2024)

Karl Nehammer (* 18. Oktober 1972 in Wien) ist ein ehemaliger österreichischer Politiker (ÖVP). Er war von 6. Dezember 2021 bis 10. Jänner 2025 Bundeskanzler der Republik Österreich.
Zuvor war er für rund zwei Jahre Bundesminister für Inneres. Von Jänner 2018 bis Jänner 2020 war er Generalsekretär der ÖVP und von November 2017 bis Jänner 2020 sowie von Oktober 2024 bis Jänner 2025 Abgeordneter zum österreichischen Nationalrat. Im Dezember 2021 übernahm er zunächst die Funktion des geschäftsführenden Bundesparteiobmanns der Österreichischen Volkspartei, bevor er im Mai 2022 offiziell in diese Position gewählt wurde. Nach dem Scheitern der Koalitionsverhandlungen mit der SPÖ und den NEOS gab er am 4. Jänner 2025 seinen Rücktritt als Bundeskanzler und Bundesparteiobmann bekannt. Am 21. Jänner 2025 legte Karl Nehammer sein Nationalratsmandat zurück und beendete seine aktive politische Tätigkeit.

## Leben

### Herkunft, Beruf und Privates
Nehammer ist der Sohn von Karl Nehammer sen., der von 1976 bis 2006 Geschäftsführer der LGV-Frischgemüse war. Seine Mutter, Grete Nehammer, war von 1965 bis 2010 Geschäftsführerin des Bundesverbands der Österreichischen Gärtner. Er besuchte in Wien das Kollegium Kalksburg und das Amerlinggymnasium, wo er 1992 maturierte. Anschließend war er als Einjährig-Freiwilliger beim österreichischen Bundesheer mit nachfolgender Weiterverpflichtung bis 1996. 1997 wurde er als Leutnant ausgemustert. Anschließend war er als Lehrtrainer für Informationsoffiziere für das Bundesministerium für Landesverteidigung und als Trainer für Strategische Kommunikation für verschiedene Einrichtungen wie das Berufsförderungsinstitut (BFI) und die Politische Akademie der ÖVP tätig. Ab 2012 absolvierte er an der Universität für Weiterbildung Krems bei Peter Filzmaier den zweijährigen berufsbegleitenden Universitätslehrgang Politische Kommunikation.
Er ist Mitglied der Katholischen Österreichischen Studentenverbindung (KÖStV) Sonnberg Perchtoldsdorf, einer Schülerverbindung im Mittelschüler-Kartell-Verband. Als solcher führt er den Couleurnamen „Mars“.
Karl Nehammers Ehefrau Katharina Nehammer ist eine Tochter des früheren ORF-Moderators Peter Nidetzky. Sie ist ebenfalls in der ÖVP verankert. Im Juli 2020 wurde ihr Wechsel vom Kabinett der Verteidigungsministerin Klaudia Tanner in die Privatwirtschaft (Öffentlichkeitsarbeit) bekanntgegeben. Bis August 2021 war Katharina Nehammer als PR-Beraterin bei einer ÖVP-nahen Agentur tätig. Gemeinsam haben sie zwei Kinder, einen Sohn und eine Tochter.
Nach seinem Rücktritt als Abgeordneter gründete Nehammer eine Beratungsfirma. Von Finanzminister Markus Marterbauer wurde er für einen Direktoriumsposten bei der Europäischen Investitionsbank (EIB) nominiert, den er am 1. September 2025 antritt.

### Politische Laufbahn
Im Oktober 2015 wurde er zum Generalsekretär-Stellvertreter und Bundesorganisationsreferenten des Österreichischen Arbeitnehmerinnen- und Arbeitnehmerbundes (ÖAAB) bestellt. Von 2016 bis Jänner 2018 war er Generalsekretär des ÖAAB. Er folgte damit in dieser Funktion August Wöginger nach. Im November 2016 wurde er zum Landesobmann des ÖAAB Wien gewählt. Ab April 2017 war er Bezirksparteiobmann der ÖVP in seinem Wohnsitz-Bezirk Wien-Hietzing. Im Juni 2022 folgte ihm Johanna Sperker als Bezirksparteiobfrau nach.
Bei der Nationalratswahl 2017 kandidierte er für den Landeswahlkreis Wien. Am 8. November 2017 wurde er zum ÖVP-Klubobmann-Stellvertreter gewählt. Im Zuge der Regierungsbildung der Bundesregierung Kurz I nach der Nationalratswahl verhandelte er auf ÖVP-Seite in der Fachgruppe Landesverteidigung. Im ÖVP-Parlamentsklub fungierte er als Mediensprecher. Am 25. Jänner 2018 folgte er Elisabeth Köstinger und Stefan Steiner als ÖVP-Generalsekretär nach. Im September 2018 wurde er als Nachfolger von Efgani Dönmez zusätzlich Integrations- und Migrationssprecher. Bei der Nationalratswahl 2019 kandidierte er auf dem fünften Listenplatz der ÖVP Wien sowie auf Platz 11 der ÖVP-Bundesliste. Von der ÖVP wurde er für die Nationalratswahl 2019 in die Bundeswahlbehörde entsandt. Im Zuge der Koalitionsverhandlungen 2019 verhandelte er die Themen Europa, Migration, Integration und Sicherheit.
In der Bundesregierung Kurz II und der Bundesregierung Schallenberg war Karl Nehammer Innenminister.

#### Bundeskanzler
Nach dem Rücktritt von Sebastian Kurz am 3. Dezember 2021 wurde er geschäftsführender Bundesparteivorsitzender der Österreichischen Volkspartei. Am 6. Dezember 2021 wurde er von Bundespräsident Alexander Van der Bellen als Bundeskanzler in der Bundesregierung Nehammer angelobt. Am 14. Mai 2022 wurde er bei einem außerordentlichen Bundesparteitag in Graz mit 100 Prozent der 524 Stimmen zum ÖVP-Bundesparteiobmann gewählt.
Am 9. April 2022 traf Karl Nehammer vor dem Hintergrund des Russischen Überfalls auf die Ukraine in Kiew ein und besuchte den ukrainischen Präsidenten Selenskyj. Daran anschließend traf Nehammer am 11. April 2022 in Moskau Präsident Putin. Er war damit der erste Regierungschef eines westlichen Landes, der ab Kriegsbeginn Putin besuchte.
Für die Nationalratswahl 2024 wurde er Spitzenkandidat auf der ÖVP-Bundesliste. Am 22. Oktober 2024 wurde Nehammer vom Bundespräsidenten Van der Bellen mit der Weiterführung der Bundesregierung als Bundeskanzler beauftragt. Am 24. Oktober 2024 wurde er als Nationalrat der ÖVP angelobt.
Nach dem Scheitern der Koalitionsverhandlungen mit der SPÖ und den NEOS gab er am 4. Jänner 2025 seinen Rücktritt als Bundeskanzler und Bundesparteiobmann bekannt. Im Anschluss wurde Christian Stocker zum interimistischen Bundesparteiobmann gewählt. Das Amt des Bundeskanzlers führte er noch bis zum 10. Jänner 2025 weiter. Am 21. Jänner 2025 gab Nehammer sein Mandat auf, seinen Sitz auf der Bundesliste übernahm Claudia Plakolm. Das dadurch frei werdende Mandat im Regionalwahlkreis Mühlviertel ging an Johanna Jachs.

## Positionen und Rezeption

### Umbauplan Hitler-Geburtshaus

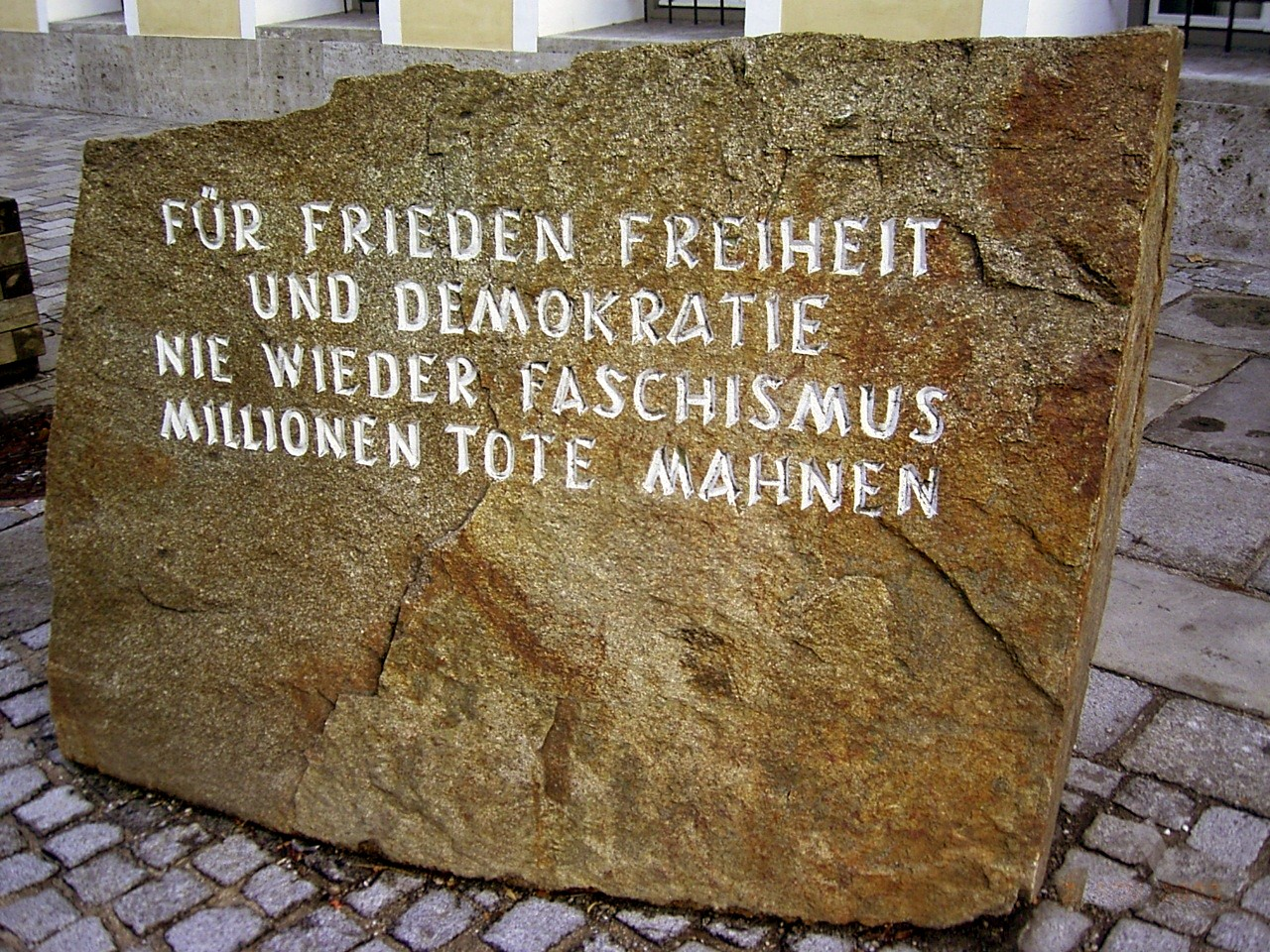
Der Gedenkstein in Braunau

Im Juni 2020 wurden die von Innenminister Karl Nehammer präsentierten Umbaupläne für das Hitler-Geburtshaus heftig kritisiert. Das Mauthausen Komitee Österreich, das oberösterreichische Netzwerk gegen Rassismus und Rechtsextremismus und der KZ-Verband/VdA OÖ (Landesverband Oberösterreich der AntifaschistInnen, WiderstandskämpferInnen und Opfer des Faschismus) vermuten, dass mit dem Umzug des Gedenksteines mit der Aufschrift „Für Frieden Freiheit und Demokratie – Nie wieder Faschismus – Millionen Tote mahnen“ ins Haus der Geschichte Österreich in Wien eine „Verdrängung statt Auseinandersetzung“ und eine „Verhöhnung aller Opfer des Faschismus“ erfolge. Netzwerk-Sprecher Robert Eiter forderte Nehammer auf, den nationalen Aktionsplan gegen Rechtsextremismus in Angriff zu nehmen, statt einen antifaschistischen Mahnstein verschwinden zu lassen. Auch die erinnerungspolitische Sprecherin der SPÖ Sabine Schatz und der grüne Nationalratsabgeordnete und Gemeinderat in Braunau David Stögmüller sprachen sich für den Erhalt des Gedenksteines an seinem bisherigen Platz aus. Die Gemeinde beschloss im Juli 2020, den Gedenkstein unverändert zu lassen.

### Terroranschlag in Wien 2020
Nach dem Terroranschlag in Wien am 2. November 2020 musste sich Nehammer als Innenminister dem Vorwurf stellen, das Attentat nicht verhindert zu haben, da sich herausstellte, dass das ihm unterstellte Bundesamt für Verfassungsschutz und Terrorismusbekämpfung (BVT) nach Hinweisen auf einen versuchten Munitionskauf durch den damals bereits polizeibekannten Attentäter es durch einen Kommunikationsfehler verabsäumt hatte, entsprechend zu handeln. Er war in Folge auch dafür zuständig, dass mehrere Razzien im islamistischen Milieu stattfanden. Aufgrund der darauf folgenden Bedrohungen gegen seine Familie wurde sie unter Polizeischutz gestellt.

### Reform des Nachrichtendienstes und Verfassungsschutzes
Nach der Zerschlagung des Bundesamtes für Verfassungsschutz und Terrorismusbekämpfung (BVT) auf durch den damaligen Innenminister Herbert Kickl stellte sein Nachfolger Karl Nehammer mit der Gründung der Direktion Staatsschutz und Nachrichtendienst (DSN) diesen Bereich organisatorisch neu auf. Mit 1. Dezember 2021 hat die neu gegründete DSN ihre Arbeit aufgenommen, Leiter der DSN ist Omar Haijawi-Pirchner. Diese Reform wurde im Parlament mit einer breiten parlamentarischen Mehrheit (ÖVP, SPÖ, FPÖ, Grüne) beschlossen. Die DSN ist der Generaldirektion für die öffentliche Sicherheit im Bundesministerium für Inneres unterstellt und wird von einer unabhängigen Kontrollkommission, die im BMI eingerichtet ist, kontrolliert. Die Mitglieder der Kommission werden für 10 Jahre vom Nationalrat mit einer erforderlichen Zwei-Drittel-Mehrheit gewählt. Seit dieser Reform genießt die DSN auch wieder internationales Ansehen, auch ausländische Dienste kooperieren wieder mit ihr, wohingegen das Vertrauen in die Vorgänger-Organisation BVT stark gelitten hatte. Die BVT-Reform bzw. die Neugründung der DSN gilt als einer der größten sicherheitspolitischen Erfolge Nehammers in seiner Amtszeit als Innenminister.

### Operation Luxor
Als „Nehammers Debakel“ bezeichnet das Nachrichtenmagazin Profil die Operation Luxor im November 2020. Dabei handelte es sich um eine Polizeiaktion gegen angebliche Muslimbrüder, bei der sich Nehammer im Morgengrauen an der Seite von Polizisten fotografieren ließ. In einer Pressekonferenz verkündete er, die Wurzeln des Politischen Islam seien erfolgreich gekürzt worden. Tatsächlich entpuppte sich die Operation Luxor als kompletter Schlag ins Wasser und ein Großteil der Hausdurchsuchungen wurde als rechtswidrig eingestuft. Der Standard bezeichnet die Operation Luxor als „klassische türkise Showaktion“ mit dem „nunmehrigen Kanzler als Hauptdarsteller“.

### Cobra-Affäre
Im Frühjahr 2022 sorgte ein Vorfall für mediales Aufsehen: Beamte der Polizei-Einheit Cobra verursachten alkoholisiert einen Unfall, als sich diese nach einem Umtrunk bei der Ehegattin Nehammers auf dem Rückweg befanden. Danach wurde ein anonymes Schreiben bekannt, mit schwerwiegenden Vorwürfen gegen Nehammer, seine Gattin sowie die Cobra-Führung. Bedienstete der Sondereinheit sollen zu auftragswidrigen Tätigkeiten wie dem Transport der Kanzler-Kinder zu Terminen herangezogen worden sein.
Die Staatsanwaltschaft Korneuburg sah einen Anfangsverdacht bei folgendem Vorwurf gegeben: Es soll Interventionen gegeben haben, den Vorfall zu vertuschen und so darzustellen, dass die Verbindung zum Einsatz bei Katharina Nehammer verloren gehe, da diese den Beamten Alkohol verabreicht haben soll.
Am 10. Oktober 2023 wurde das Verfahren von der Staatsanwaltschaft eingestellt; der Anfangsverdacht des Amtsmissbrauches habe sich nicht erhärtet.

### Katharina Nehammer
Im Juli 2021 wurde öffentlich kritisiert, dass Nehammers Frau, Katharina Nehammer, von mehreren Privatpersonen wegen des Teilens eines inhaltlich falschen Facebook-Posts eine Entschädigung von 3500 Euro zuzüglich Anwaltskosten fordert. In dem Post hieß es, Katharina Nehammer arbeitete für Hygiene Austria. Sie arbeitete jedoch für die PR-Agentur von Gregor Schütze, dem ehemaligen Pressesprecher der früheren ÖVP-Innenministerin Maria Fekter, die im Februar 2021 Pressearbeit für Hygiene Austria machte. Karl Nehammer verteidigte bei einem Medientermin in Wien das Vorgehen, da seine Frau eine Privatperson sei, die im Internet verleumdet worden sei und sich als Opfer von Hass im Netz wehre. Auch die Höhe der geforderten Entschädigung verteidigte Nehammer: „Das juristische Vorgehen legt der Experte fest, der Rechtsanwalt, es liegt weiter unter dem möglichen Strafrahmen, zehn Prozent darunter.“ Im Dezember 2022 entschied das Oberlandesgericht Wien die Klage zugunsten von Katharina Nehammer, sie kündete an, die 3500 Euro spenden zu wollen.

### Burger-Video
Ende September 2023 wurde ein Video öffentlich, das bei einer ÖVP-Funktionärsveranstaltung in Hallein am 26. Juli 2023 entstanden war. Darin spricht Nehammer unter anderem über Kinderarmut und Frauen in Teilzeitarbeit. In Zusammenhang mit der Diskussion, dass es armutsgefährdeten Kindern an warmen Mahlzeiten fehle, kritisierte er die Eltern, denn die günstigste warme Mahlzeit sei ein Hamburger mit Pommes frites von McDonald’s für (angeblich) 3,50 Euro. Über die Quote von Frauen in Teilzeitarbeit sagte er: „Wenn ich zu wenig Geld habe, gehe ich mehr arbeiten. Weil dann muss ich ja mehr Geld haben.“ Zudem beklagte er den Einfluss der Sozialpartnerschaft in Österreich. Das Video zog große mediale Aufmerksamkeit und heftige Kritik nach sich. Michael Landau, Präsident von Caritas Österreich, kommentierte: „Wer sagt, dass in Österreich niemand hungert oder friert, hat von der Wirklichkeit der Menschen keine Ahnung.“ Neben der öffentlichen Aufregung wurden die Aussagen auch von den Oppositionsparteien NEOS, SPÖ und FPÖ kritisiert. Als Reaktion auf diese Kritik lud Kanzler Nehammer für 12. Oktober 2023 zum Format „Frag den Kanzler“ zum Schutzhaus auf der Schmelz im 15. Bezirk Wiens, einer offenen Diskussion mit Kritikern und Betroffenen mit einer Dauer von etwa 90 Minuten, deren Diskussionsteilnehmer auf das Ersuchen Nehammers von mehreren Kammern, kirchlichen Stiftungen und Vereinen sowie Nichtregierungsorganisationen nominiert worden sind. Er betonte in der diesbezüglichen Presseaussendung vom 8. Oktober 2023 jedoch, zu seinen gegenständlichen Aussagen weiterhin zu stehen.
Kanzlermenü wurde zum Österreichischen Wort des Jahres 2023 gewählt. Laut Jury fasse dieses Wort in prägnanter und ironischer Weise den Inhalt der Aussage von Nehammer zusammen.

### Österreich-Plan
Am 26. Jänner 2024 präsentierte Nehammer in einer Rede in Wels seinen Österreich-Plan, dessen wichtigste Themen Leistung, Familie und Sicherheit sind. Im Österreich-Plan steht auch, dass die ÖVP Hormontherapien von transgeschlechtlichen Kindern und Jugendlichen künftig verbieten will. Der Verein TransX warf Nehammer vor, er wolle „Transgender-Minderjährige misshandeln“.

### Budgetdefizit
Im November 2024 gab Nehammer dem Wirtschaftsforschungsinstitut (Wifo) die Schuld am Budgetdefizit, dieses hätte sich laut Nehammer um 1,8 Prozent in seiner Prognose geirrt. Ein Faktencheck von Profil stufte diese Aussage als irreführend ein, da das Wifo kurz danach seine Prognose korrigiert hatte. Ebenso schlug der Fiskalrat Alarm, die Bundesregierung gab danach aber zusätzlich mehr Geld aus.

## Amtszeit als Bundeskanzler
Karl Nehammer übernahm das Amt als Bundeskanzler der Republik Österreich am 6. Dezember 2021 von Alexander Schallenberg, der interimsmäßig die Nachfolge des zurückgetretenen Bundeskanzlers Sebastian Kurz übernommen hatte. Die Amtsübernahme erfolgte während eines landesweiten Corona-Lockdowns und in einer aufrechten Regierungskoalition mit den Grünen. Als Vizekanzler fungierte bis Ende der Legislaturperiode Werner Kogler, der zuvor vehement den Rücktritt von Sebastian Kurz wegen laufender Ermittlungen gefordert hatte. Nehammers Zusammenarbeit mit den Grünen galt gemeinhin als konstruktiv, aber nicht konfliktfrei. Entgegen vieler Erwartungen hielt die Zusammenarbeit bis zum regulären Auslaufen der Regierungsperiode. Die Nationalratswahl wurde für den 29. September 2024, exakt 5 Jahre nach der davorliegenden Wahl am 29. September 2019 angesetzt und durchgeführt.
In den Wochen nach Nehammers Amtsübernahme war die innenpolitische Lage geprägt von der Debatte um eine mögliche Impfpflicht, die letztlich nicht umgesetzt wurde. Als eine der ersten Maßnahmen richtete Nehammer GECKO (Gesamtstaatliche Covid Krisen Koordination) ein, ein Gremium aus Wissenschaftlern aus unterschiedlichen Disziplinen, das zur Beratung der Bundesregierung installiert wurde.

### Ausbruch des Angriffskrieges auf die Ukraine
Wenige Wochen nach Amtsantritt Nehammers begann der völkerrechtswidrige Angriffskrieg der Russischen Föderation auf die Ukraine. Der Einmarsch russischer Streitkräfte am 24. Februar 2022 stellte einen eklatanten Bruch der europäischen Friedensordnung dar. Die Regierung Nehammers stand stets – im europäischen Verbund – an der Seite der Ukraine und verurteilte den russischen Einmarsch und die Fortführung dieses Angriffskrieges. Österreich hat auch stets alle Sanktionen gegen die Russische Föderation mitgetragen und sich an der Unterstützung der Ukraine beteiligt. Im Sinne der Neutralität Österreichs lehnte die Regierung Nehammer direkte Waffenlieferungen an die Ukraine jedoch stets ab, beteiligte sich aber an der Lieferung nicht letaler Schutzausrüstung sowie an der humanitären Hilfe für die Ukraine. Am 9. April unternahm Nehammer eine Reise ins Kriegsgebiet und traf mit dem ukrainischen Präsidenten Selenskyj zusammen. Zwei Tage später traf Nehammer auch den russischen Präsidenten Putin in Moskau und war damit einer der ersten westlichen Regierungschefs, der ab Kriegsbeginn Putin besuchte. In weiterer Folge kam es in den letzten Jahren zu mehreren weiteren Treffen mit dem ukrainischen Präsidenten, jeweils am Rande internationaler Konferenzen. Zur Neutralität Österreichs in diesem Kontext äußerte sich Nehammer mehrfach öffentlich mit den Worten „Österreich war neutral, ist neutral und wird neutral bleiben.“

### Energiekrise und Teuerung
Der Angriffskrieg der Russischen Föderation auf die Ukraine hatte eine Energie- und Teuerungskrise in Europa zur Folge. Das neutrale Österreich hat 88.000 ukrainische Flüchtlinge aufgenommen und die europäischen Sanktionen gegen Russland vollumfänglich mitgetragen. Zum ersten Mal in der Geschichte hat auch die Republik selbst eine strategische Gasreserve in der Höhe von 20 TWh angelegt. Am 16. November 2024 kündigte der russische Gasversorger Gazprom an, die Lieferverträge mit der OMV nicht mehr einzuhalten und damit kein Gas mehr direkt nach Österreich zu liefern. Die Umsetzung dieses Lieferstopps erfolgte zu Jahresbeginn 2025. Zu diesem Zeitpunkt waren Österreichs Speicher zu 93 Prozent mit 94,5 Terawattstunden Gas, also einem Jahresbedarf für ganz Österreich gefüllt.
Ziel der Bundesregierung war es, Österreich hinsichtlich der Energieversorgung unabhängiger und krisenfester zu machen. Darüber hinaus hat sie Entlastungspakete gegen die Teuerung mit lang- und kurzfristiger Maßnahmen von einem Gesamtvolumen von rund 48,7Milliarden Euro geschnürt. Darunter die Stromkostenbremse und den Energiekostenzuschuss für Unternehmen.

### Abschaffung der Kalten Progression
Die Abschaffung der Kalten Progression mit 1. Jänner 2023 gilt als eine der wichtigsten steuerpolitischen Maßnahmen in Nehammers Amtszeit als Bundeskanzler. Dadurch werden die einzelnen Steuertarifstufen jedes Jahr automatisch zu zwei Dritteln an die Inflation angepasst. Die Bundesregierung hat sich zudem über das Progressionsabgeltungsgesetz verpflichtet, jährlich einen Ministerratsbeschluss zur Abgeltung des verbleibenden Drittels des Inflationsvolumens zu fassen. Die Abschaffung der Kalten Progression war über Jahre hinweg ein häufig diskutiertes Thema in der Politik. Zahlreiche frühere Regierungen hatten die Problematik erkannt und darüber debattiert, jedoch fehlte es an konkreten Beschlüssen, um eine nachhaltige Lösung umzusetzen.

## Bundesweite Wahlgänge in der Amtszeit von Nehammer als Bundeskanzler

### EU-Wahlkampf 2024
Am 9. Juni 2024 fanden in Österreich die Wahlen zum EU-Parlament statt. Im Wahlkampf konzentrierten sich der Spitzenkandidat Reinhold Lopatka und Parteiobmann Karl Nehammer unter dem Slogan „Europa, aber besser“ insbesondere auf den Kampf gegen illegale Migration sowie auf die Sicherung eines wettbewerbsfähigen Standorts in Europa. So wurde die Refokussierung der Union auf Wirtschaftsthemen und konsequenter Abbau von Überregulierungen, Wettbewerbsfähigkeitscheck für EU-Verordnungen und Richtlinien gefordert. Karl Nehammer und Spitzenkandidat Reinhold Lopatka forderten zudem nachdrücklich die Aufhebung des Verbrennerverbots. Im Bereich der Asylpolitik drängten sie auf Asylverfahren und Abschiebungen in sicheren Drittstaaten, Strengere Regelungen beim Familiennachzug und Sicherstellung eines funktionierenden europäischen Außengrenzschutzes. Trotz der schlechten Umfragewerte, die die Volkspartei teilweise unter 20 Prozent sagen, erzielte die ÖVP 24,5 % und landete somit nur 0,9 % hinter der FPÖ.

### Nationalratswahl 2024
Die Nationalratswahl 2024 wurde am 29. September, exakt 5 Jahre nach der davorliegenden Wahl, durchgeführt. Es war ein äußerst intensiver und von allen Parteien sehr leidenschaftlich geführter Wahlkampf. Inhaltliche Grundlage des ÖVP-Wahlkampfs war der „Österreichplan“, dessen Entwurf Karl Nehammer zu Beginn des Jahres vorgelegt hatte und der dann zum Wahlprogramm wurde. In der Wahlauseinandersetzung setzte die ÖVP unter Nehammer auf die Themen „Leistung, Familie und Sicherheit“ sowie auf Nehammers Festlegung, mit Herbert Kickl keine Koalition bilden zu wollen. Bei der Nationalratswahl erreichte die FPÖ mit 28,8 % den ersten Platz, die Österreichische Volkspartei landete mit 26,35 auf dem zweiten Platz, dahinter rangiert die SPÖ mit 21,1 % auf Platz drei, gefolgt von den NEOS (9,1 %) und den Grünen (8,2 %).

### Die Folgen der Nationalratswahl 2024
Nehammer führte nach der Wahl auf Wunsch des Bundespräsidenten Gespräche mit den Obleuten von FPÖ und SPÖ und stellte im Anschluss klar, dass die ÖVP unter seiner Führung nicht zu formellen Regierungsverhandlungen mit der FPÖ unter Herbert Kickl bereit sei. Nachdem sich Bundespräsident Van der Bellen über die Inhalte dieser informellen Gespräche informieren ließ, erteilte er Karl Nehammer am 22. Oktober 2024 den Auftrag zur Regierungsbildung. Die Volkspartei trat daraufhin zuerst in Sondierungsgespräche und danach auch in formelle Regierungsverhandlungen mit der SPÖ und den NEOS ein. Nach monatelangen Detailverhandlungen scheiterten diese Gespräche, am 3. Jänner 2025 stiegen die NEOS auch formell aus. Am Folgetag fand noch eine Verhandlungsrunde zwischen ÖVP und SPÖ statt, die mit dem Ausstieg der ÖVP und der Ankündigung des Rückzugs Nehammers als Bundeskanzler und Parteichef endete.

## Nehammer auf internationaler Bühne
Als Bundeskanzler reiste er am 9. April 2022 nach Kiew, um den ukrainischen Präsidenten Wolodymyr Selenskyj zu treffen. Gemeinsam mit diesem fuhr Nehammer zum Massengrab in Butscha. Darüber hinaus reiste er als erster Regierungschef im April 2022 nach Russland, wo er Wladimir Putin zu einem 4-Augen-Gespräch traf. Nehammer betonte stets, dass es sich hierbei um keinen Freundschaftsbesuch handle, sondern dass er dem russischen Präsidenten in aller Offenheit die Dramatik des Angriffskrieges auf die Ukraine vor Augen führte.
Im April 2023 reiste Kanzler Nehammer mit einer Wirtschaftsdelegation nach Afrika. Er besuchte die Präsidenten von Ägypten, Ghana und Angola. Fokus der Reise war das Potential in der Zusammenarbeit hinsichtlich Wirtschafts- und Sicherheitsfragen zu eruieren und auszubauen. Dieser neue Afrika-Schwerpunkt sollte in wichtigen Zukunftsbereichen wie Energie, Sicherheit und grüne Transformation die Beziehungen Österreichs mit Ländern Afrikas auf eine neue Ebene heben.
Am 15. und 16. Juni 2024 nahm Nehammer an der Ukraine-Friedenskonferenz am Bürgenstock teil. Am 10. Juli 2024 empfing Nehammer den indischen Premierminister Narendra Modi im Bundeskanzleramt zu einem offiziellen Besuch, gefolgt von einem Business Forum in der Hofburg. Es war der erste Besuch eines indischen Premiers in Österreich seit 41 Jahren. Neben der herausfordernden geopolitischen Sicherheitslage wurde die wirtschaftliche Zusammenarbeit, die Möglichkeit der Kooperation in Forschung, Innovation, aber vor allem auch in Investitionen in die Zukunft thematisiert.

### Israel Politik
Unter Karl Nehammer verfolgte die Bundesregierung eine stark pro-israelische Politik. Nehammer äußerte sich immer wieder sehr klar als Unterstützer Israels und verurteilte den Hamas-Angriff auf Israel am 7. Oktober scharf. Nehammer setzte sich auch persönlich sehr intensiv für die Freilassung der Geiseln, darunter auch der österreichisch-israelische Staatsbürger Tal Shoham, ein. Im Laufe seiner Amtszeit besuchte Nehammer mehrfach Israel und pflegte sehr intensive Kontakte zu israelischen Spitzenpolitikern.

## Ehrungen und Auszeichnungen (Auswahl)
- 2025: Großes Goldenes Ehrenzeichen am Bande für Verdienste um die Republik Österreich[108]
- 2025: Militär-Anerkennungsmedaille[109]

## Publikationen
- Karl Nehammer. Strategie und Politische Kommunikation der Volkspartei Niederösterreich im Landtagswahlkampf 2013: Analyse der Kampagne und der Mobilisierungsmaßnahmen. 2013. Hochschulschrift. Donau-Universität Krems
- Den Weg der Veränderung fortsetzen. In: Thomas Hofer, Barbara Tóth (Hrsg.): Wahl 2019. Strategien, Schnitzel, Skandale. Ecowin, Salzburg 2019, ISBN 978-3-7110-0254-9, S. 59 ff.
- als Hrsg. mit Bettina Rausch: Offen für Neues – Analysen und Einschätzungen zum ersten Jahr der neuen Volkspartei. Verlag Noir, Wien 2018, ISBN 978-3-9504382-2-2.